# Унгава (полуостров)
Унга́ва (англ. Ungava Peninsula, фр. Péninsule d'Ungava) — северная часть полуострова Лабрадор.
Омывается водами Гудзонова залива (на западе), Гудзонова пролива (на севере) и залива Унгава (на востоке). Самой северной точкой полуострова (а также самой северной точкой всего полуострова Лабрадор и провинции Квебек) является мыс Волстерхольм. Площадь составляет около 252 000 км². Является частью Канадского щита. Местность полностью представлена тундрой; имеется довольно много рек и ледниковых озёр.
В 1950 году на территории полуострова было обнаружено озеро — метеоритный кратер глубиной 415 метров и диаметром 3,4 км.
Недра полуострова богаты полезными ископаемыми, в том числе асбестом, никелем, ураном, медью, железной рудой. Климат крайне суров.
На полуострове проживает около 10 000 человек в 12 населённых пунктах на побережье, 90 % из них — инуиты. Крупнейший населённый пункт — Кууджуак.